# Jim Janssen van Raaij
James Leonard (Jim) Janssen van Raaij (Muntok (Nederlands-Indië), 1 juni 1932 – Den Haag, 11 februari 2010) was een Nederlands politicus. Hij was voor het Christen-Democratisch Appèl (CDA) lid van het Europees Parlement en voor de Lijst Pim Fortuyn lid van de Tweede Kamer der Staten-Generaal.

## Biografie
Als tiener overleefde Janssen van Raaij in de Tweede Wereldoorlog Japanse gevangenschap in kamp Tjihapit. In 1946 kwam hij in Nederland aan. In de jaren vijftig startte hij een carrière als advocaat. Hij was in 1961 betrokken bij de oprichting van de Vereniging van Contractspelers, een vakbond voor profvoetballers in Nederland.

### Politieke carrière
Janssen van Raaij werd lid van de CHU, waarin hij zich opwerkte tot landelijk secretaris. In deze functie was hij nauw betrokken bij de totstandkoming van het CDA. Bij de Tweede Kamerverkiezingen 1977 was hij landelijk campagneleider voor deze partij. Van 1977 tot 1979 maakte hij deel uit van de gemeenteraad van Rotterdam. In 1979 werd hij lid van het Europees Parlement, wat hij met een onderbreking tussen 1984 en 1986 (in 1985-1986 was hij voorzitter van het ICTO, destijds de rechtse tegenhanger van het IKV) tot 1999 zou blijven. In het Europees Parlement hield Janssen van Raaij zich vooral bezig met juridische zaken.
Als Europarlementariër kwam hij meerdere keren in opspraak, onder andere omdat hij geld uit een pensioenfonds van voetballers naar een zakenvriend zou hebben gesluisd. Dat werd echter niet bewezen. Hij raakte gebrouilleerd met de CDA-leidster in het europarlement Hanja Maij-Weggen en werd door zijn partij in 1996 verzocht zijn zetel op te geven. Janssen van Raaij trad uit zijn fractie, maar bleef aan als parlementariër en sloot zich aan bij de rechts-conservatieve Unie voor Europa. Hij werkte samen met de Nederlandse combinatie van ouderenpartijen AOV/Unie 55+ die niet in het europarlement vertegenwoordigd was. Janssen van Raaij werd geroyeerd als lid van het CDA. CDA-voorzitter Hans Helgers beschuldigde hem ervan dat hij in zijn functie als Europarlementariër politieke en zakelijke belangen zou hebben vermengd. Als onafhankelijk lid stemde hij tegen de invoering van de euro en tegen de benoeming van zijn landgenoot Wim Duisenberg als president van de Europese Centrale Bank.
In 1999 deed Janssen van Raaij mee aan de Europese Parlementsverkiezingen met een eigen partij, het Europees Verkiezers Platform Nederland (EVPN). De partij behaalde 13234 stemmen, 0,37% van het totaal. Daarmee werd geen zetel behaald.
In 2002 sloot Janssen van Raaij zich aan bij de Lijst Pim Fortuyn. Hij kwam derde te staan op de kandidatenlijst, en werd op 15 mei 2002 gekozen in de Tweede Kamer. Hij was onder meer lid van het presidium en ondervoorzitter van de vaste commissie voor Buitenlandse Zaken. Hij stelde zich kandidaat voor het voorzitterschap van de Tweede Kamer, maar verloor de verkiezing van Frans Weisglas. Voor de Tweede Kamerverkiezingen 2003 maakte Van Raaij bekend niet terug te keren na de verkiezingen. Tevens zag Van Raaij af van de wachtgeldregeling. Op de kandidatenlijst van de LPF bij de verkiezingen van 2003 stond Van Raaij als lijstduwer op de onderste plaats.
Van Raaij overleed begin 2010 op 77-jarige leeftijd in een ziekenhuis in Den Haag.
- Biografisch Portaal: 19214455
- Gemeinsame Normdatei: 1161479732
- International Standard Name Identifier: 0000 0000 8263 5894
- Library of Congress Control Number: n83135550
- Nationale Bibliotheek van Israël: 987007384055005171
- Nederlandse Thesaurus van Auteursnamen: 070329982
- Parlement.com: vg9fgopwvyzo
- Virtual International Authority File: 72769147
- WorldCat: E39PBJrGvrfqKCjthMQrFj3YT3